# Ellen Holly
Ellen Virginia Holly (* 16. Januar 1931 in New York City; † 6. Dezember 2023 ebenda) war eine amerikanische Schauspielerin. Sie gilt als die erste afroamerikanische Schauspielerin, die längerfristig eine Rolle im Mittagsfernsehen erhielt.

## Leben und Karriere

### Familie und Frühes Leben
Zu ihrer Familie gehörten ihre Urgroßmutter Susan McKinney Steward, die als erste Afroamerikanerin einen Doktortitel der Medizin in New York erlangte; ihre Großtante Sarah Garnet, die erste schwarze Leiterin einer Schule in New York City; ihr Urgroßvater James Theodor Holly, der erste afroamerikanische Bischof der protestantischen Episkopalkirche; ihr Ururgroßvater Sylvanus Smith, der die Bewegung Schwarzer anführte, Land in Kings County (New York) zu kaufen, das zur Siedlung Weeksville wurde; ihre Tante Anna Hedgeman, die erste schwarze Frau im Kabinett eines New Yorker Bürgermeisters.
Holly war eine hellhäutige Afroamerikanerin. Sie weigerte sich aber, als weiß durchzugehen, sondern bestand darauf, als Schwarze zu gelten. Sie wurde 1931 in Queens geboren. Ihr Vater spielte Violine und war Chemieingenieur, ihre Mutter unterrichtete Waisenkinder. Sie besuchte das Hunter College, wo sie Sets für Theaterproduktionen designte, als sie von Charlotte Perry, die dafür bekannt ist, Julie Harris entdeckt zu haben, an ihre Schauspielschule in Steamboat Springs (Colorado) eingeladen wurde.

### Karrierebeginn undCarla Gray
Sie begann ihre Karriere am Theater. Sie spielte mehrfach neben James Earl Jones und in Joseph Papps Shakespeare-Produktionen. Am Broadway spielte sie in vier Stücken, wobei sie sich, um die Rolle einer Südafrikanerin, die eine Beziehung mit einem weißen Polizisten eingeht, in Too Late the Phalarope zu erhalten, dunkler schminken musste. Darauf wurde sie Mitglied des Actors Studio. In den 1960ern spielte sie in Tiger, Tiger Burning Bright neben Cicely Tyson und A Hand Is on the Gate. Nach einer erfolgreichen Theaterkarriere erhielt sie kaum Angebote für Rollen vor der Kamera, da Rollen für Hellhäutige an Weiße gingen und Rollen für Schwarze an Dunkelhäutige. Sie sei eine „uncastable“ gewesen. In einer Fernsehdokumentation spielte sie ein schwarzes Mädchen, das als weiß durchging, un eine Stelle als Maschinenschreiberin zu erhalten. Im September 1968 schrieb sie für die New York Times einen Artikel über ihre Situation mit dem Titel How Black Do You Have to Be? („Wie schwarz muss man sein?“). Sie war zu dem Zeitpunkt so frustriert, dass sie mit Schauspiel aufhören und ihren Master an der Columbia University machen wollte, um Bibliothekarin an einem schwarzen College zu werden.
Durch den Artikel wurde Agnes Nixon, Schöpferin der Seifenoper Liebe, Lüge, Leidenschaft, die ab Juli 1968 erschien, auf sie aufmerksam. Obwohl Holly erst ab Oktober 1968 in die Serie einstieg, hatte Nixon bereits bei Konzeption der Serie die Storyline um eine hellhäutige Afroamerikanerin geplant. Holly bezeichnete es als Ironie, dass das, was sie im echten Leben nicht tun wollte (als weiß durchzugehen), das einzige war, was sie spielen durfte.  Die Rolle wurde als Carla Benari eingeführt und zunächst für eine weiße Italoamerikanerin gehalten. Eine Beziehung mit einer schwarzen Figur sorgte für Aufsehen, weil sie als Darstellung einer gemischtrassischen Beziehung zwischen einem schwarzen Mann und einer weißen Frau gesehen wurde, worauf eine Fernsehstation in Texas die Serie aussetzte. Erst etwa fünf Monate nach ihrem Einstieg wurde als Cliffhanger am Ende einer Freitagsepisode, dadurch dass sie eine den Zuschauern bereits bekannten afroamerikanische Figur als ihre Mutter identifizierte, enthüllt, dass Holly und ihre Rolle, die sich, weil sie als Schauspielerin keine Rollen erhalten hatte, bewusst als weiß ausgegeben hatte, afroamerikanisch sind. Holly kommentierte, dass dadurch ihr Kuss mit einem Schwarzen akzeptiert wurde, aber der mit einem Weißen nicht mehr. Mit der Zeit lernte Berani durch die Mutter, ihr Schwarz-Sein zu akzeptieren und nimmt ihren Nachnamen Gray an. Carla Gray heiratete schließlich einen Schwarzen und adoptierte einen Jungen, gespielt von Laurence Fishburne. Als Carla ein zweites Mal heiratete, kam Holly mit Arthur Burghardt, dem Schauspieler ihres Mannes, aufs Cover der Ebony vom Oktober 1979. Holly verließ die Serie zunächst 1980, kehrte aber 1983 in derselben Rolle zurück, die in der Zwischenzeit Staatsanwältin geworden war, und hörte schließlich 1985 endgültig auf. Ihre Geschichten wurden ab Mitte der 1970er für weiße Rollen immer weiter in den Hintergrund gerückt und Paul Rauch, neuer Produzent der Serie ab 1984, feuerte nach und nach alle übriggebliebenen schwarzen Schauspieler.

### Späteres und sonstiges Leben
Holly schrieb weiterhin gelegentlich Meinungsartikel in der New York Times zur Rassenthematik im Schauspielgeschäft, etwa 1972 als Anthony Quinn in einem Film als der haitianische General Henri Christophe geplant war, dass einige schwarze Helden schwarzen Schauspielern überlassen werden sollten, und 1990 als Jonathan Pryce im Stück Miss Saigon spielte, über die „Einbahnstraße“, dass nur weiße Schauspieler auch in Rollen anderer Hautfarben besetzt werden.
Eine der wenigen Theaterrollen, die sie nach ihrem ersten Abgang erhielt, war 1982 in einer Harvard-Produktion von Orchids in the Moonlight. Ab 1989 spielte Holly in In der Hitze der Nacht und erneut eine langfristige Rolle in einer Seifenoper in Springfield Story als Richterin. 2002 trat sie ein letztes Mal in einer Fernsehrolle in dem Fernsehfilm Man nannte sie George auf.
Holly nahm 1963 am Marsch auf Washington der Bürgerrechtsbewegung teil und war 1975 auf dem Album Roses and Revolutions mit Spoken-Word-Beiträgen und Songs zum Kampf der Schwarzen etwa neben Aretha Franklin vertreten. Nach ihrem zweiten Abgang aus Liebe, Lüge, Leidenschaft arbeitete sie als Bibliothekarin in White Plains (New York), wo sie lebte. 1996 erschien ihre Autobiografie One Life: The Autobiography of an African American Actress, in der sie ihren Kampf als hellhäutige Afroamerikanerin wie auch ihre Beziehung mit Harry Belafonte beschreibt. Holly verstarb im Dezember 2023 im Calvary Hospital in der Bronx. Ellen Holly wurde 92 Jahre alt.

## Broadway-Auftritte
- 1956: Too Late the Phalarope
- 1960: Face of a Hero
- 1962–1963: Tiger, Tiger Burning Bright
- 1966: A Hand Is on the Gate

## Filmografie
- 1959: Spring über deinen Schatten (Take a Giant Step, Film)
- 1963: Preston & Preston (The Defenders, Fernsehserie, eine Episode)
- 1963: Sam Benedict (Fernsehserie, eine Episode)
- 1963–1964: The Nurses (Fernsehserie, 2 Episoden)
- 1964: Stationsarzt Dr. Kildare (Dr. Kildare, Fernsehserie, eine Episode)
- 1968–1986: Liebe, Lüge, Leidenschaft (One Life to Live, Seifenoper)
- 1973: Treffpunkt Central Park (Cops and Robbers, Film)
- 1974: King Lear (Fernsehfilm)
- 1978: Sergeant Matlovich vs. the U.S. Air Force (Fernsehfilm)
- 1985: Junge Schicksale (ABC Afterschool Special, Fernsehserie, eine Episode)
- 1986: Spenser (Spenser: For Hire, Fernsehserie, eine Episode)
- 1988: School Daze (Film)
- 1988–1993: Springfield Story (Guiding Light, Seifenoper)
- 1989–1990: In der Hitze der Nacht (In the Heat of the Night, Fernsehserie, 4 Episoden)
- 2002: Man nannte sie George (10,000 Black Men Named George, Fernsehfilm)